# C.J. Chenier
C.J. Chenier (ur. 28 września 1957 w Port Arthur, w Teksasie, USA) – amerykański wokalista bluesowy.